# Amara (Románia)
Amara város  Ialomița megyében, Munténiában, Romániában.

## Fekvése
A megye középső részén helyezkedik el, az Amara-tó partján, 7 kilométerre északkeleti irányban a megyeszékhelytől, Sloboziától. Északról Grivița, nyugatról Gheorghe Doja és Perieți községek, keletről és délről pedig Slobozia határolja. A város tengerszint feletti magassága 23 és 44 méter között változik.

## Története
A mai város területén a késő újkőkorszaki Boian kultúra idejéből származó használati tárgyakat találtak.
A mai város területének első írásos említése I. Máté havasalföldi fejedelem idejéből való. A fejedelem a 16. század második felében az általa alapított sloboziai kolostornak az Amara-tó partján lévő birtokokat adományozott. 1864-ben a kolostori birtokok felszámolásáról szóló törvény értelmében ezen területek tulajdonjoga visszaszállt az államra.
Az első település ezen a területen 1857 és 1859 között jött létre, ekkor Fogaras és Muscel megyékből érkező mokányok telepedtek itt le. Hozzájuk csatlakozott több pásztor család az 1864-es és 1866-os évek között. Az ide települők az Amara-tó körül építették fel otthonaikat, az így létrejövő tanyavidéket Bășica Galbenă illetve Movila Galbenă néven említették.
A román függetlenségi háborút követően, 1879 és 1882 között mintegy 300 Buzău, Prahova és Ialomița megyei családot telepítettek itt le.
A 19. század végén a településen 190 család élt és Slobozia Veche község része volt. 1903-ban községi rangot kapott és az irányítása alá tartozott Motalva falva is. Az 1925-ös évkönyv szerint 2098 lakossal Ialomița megye Slobozia járásához tartozott.
1905 óta működik fürdő az Amara-tó partján, melynek magnéziumszulfátos és nátriumszulfátos keserű vize van. A tó fenekéről erős szagú, kénes tartalmú, gyógyhatású iszapot emelnek ki. A tó vize és iszapja mozgásszervi, valamint női betegségeket és gyulladásos megbetegedéseket gyógyít.
Az 1950-es közigazgatási törvény értelmében a Ialomițai régió Slobozia rajonjához csatolták, mely 1952-től a Bukarest régió része lett. 1968-tól ismét megyerendszert vezettek be az országban, így ismét Ialomița megye része lett. Az amarai községhez ekkor Amara, Amara Nouă és Motalva települések tartoztak.
1974-ben és 1977-ben Motalva illetve Amara Nouă falvak elveszítették önálló települési státuszukat és Amara részeivé váltak.
2004-ben városi rangot kapott.

## Lakossága
| Nemzetiségek        | 2002 | 2002   |
| ------------------- | ---- | ------ |
| Románok             | 7578 | 99,35% |
| Romák               | 25   | 0,32%  |
| Magyarok            | 10   | 0,13%  |
| Lipovánok           | 5    | 0,06%  |
| Törökök             | 3    | 0,03%  |
| Olaszok             | 2    | 0,02%  |
| Bolgárok            | 1    | 0,01%  |
| Lengyelek           | 1    | 0,01%  |
| Egyéb nemzetiségűek | 2    | 0,02%  |
| Összesen            | 7627 | 100,0% |

## Látnivalók
- Az Amara-tó és fürdő
- Arborétum

## Gazdaság
A település jelentős üdülő és fürdővárosnak számít.